# 吉拉吐乡
吉拉吐乡，是中华人民共和国吉林省松原市前郭尔罗斯蒙古族自治县下辖的一个乡镇级行政单位。2022年6月1日，调整行政管辖范围。行政区划调整后，吉拉吐乡辖锡伯屯、七家子、扎拉吐、扎罕布勒格、上噶罕扎布、下噶罕扎布6个村。

## 行政区划
吉拉吐乡下辖以下地区：
锡伯屯村、七家子村、上嘎罕扎布村、下嘎罕扎布村、扎罕布勒格村、扎拉吐村、老吉拉吐村和良种场村。